# حسین خانی‌بیک
حسین خانی‌بیک (۱۸ مرداد ۱۳۲۰ – ۱ شهریور ۱۴۰۳) بازیگر تئاتر، سینما و تلویزیون اهل ایران بود.

## زندگی
حسین خانی‌بیک زاده ۱۸ مرداد سال ۱۳۲۰ در محلهٔ پامنار (تهران) تهران است.
وی در همان محلهٔ پامنار (تهران) در مدرسه‌ای به نام «برزویه» تحصیلاتش را آغاز کرد. از همان ابتدا به هنر علاقه‌مند بود و تئاترهای مدرسه فرصت مناسبی بود تا هیجانات هنری خود را تخلیه کند. اوج این علاقه در سال ۱۳۳۲ نمود پیدا کرد. در این سال وی که ۱۲ سال داشت گرایش شدیدی به کارهای نمایشی پیدا کرد و از طرفی عشق تماشای فیلم‌های سینمایی در وی شدت گرفت.
وی که در تئاتر از شاگردان مهین دیهیم بوده، از سال ۱۳۴۶ با حضور در نمایشی به نویسندگی و کارگردانی هادی اسلامی فعالیت هنری خود را آغاز کرد.
حسین خانی‌بیک در سال ۱۳۴۵ با سودابه سهیلی ازدواج کرد و حاصل این ازدواج ۴ دختر به نام‌های نسیم، بهار، صنم و گلاره است.

## فعالیت هنری

### تئاتر
در سال ۱۳۴۵ مهین دیهیم خانهٔ تئاتری ایجاد کرد که به خانهٔ هنرمندان ایران معروف شد. و خانی‌بیک نیز شاگرد مهین دیهیم شده و برای اولین‌بار کار تئاتری خود را آغاز کرد و اولین جرقه‌های هنر تئاتر حرفه‌ای در وی پدید آمد.
از سال ۱۳۴۷ با همکاری عباس جوانمرد و هادی اسلامی به‌طور رسمی کار تئاتر را آغاز کرد و گروهی به نام «گروه دوم هنر ملی» تشکیل دادند که اعضای آن را هنرمندانی چون خسرو شکیبایی، سیروس گرجستانی، رقیه چهره‌آزاد، مهری مهرنیا، کیومرث ملک‌مطیعی، قاسم افشار و… تشکیل می‌دادند. او می‌گوید: «ما افراد منسجمی بودیم و همدیگر را بسیار دوست داشتیم و به دلیل علاقهٔ شدیدی که به تئاتر داشتیم تبدیل به آچار فرانسهٔ ادارهٔ تئاتر شده بودیم.» آن روزها «گروه اول هنر ملی» را عزت‌الله انتظامی، محمدعلی کشاورز، علی نصیریان، جمیله شیخی و… تشکیل می‌دادند.
وی روزهای اول کارش را با نمایشنامه‌هایی که هادی اسلامی می‌نوشت آغاز کرد و اولین نمایشنامهٔ صحنه‌ای خود را به نویسندگی و کارگردانی هادی اسلامی در انجمن سفارت آمریکا در تهران به روی صحنه برد و در تئاترهایی چون حسن سنتوری نقش «عزیز تارزن» یک معتاد تارنواز را بازی می‌کرد. در این دوره او کارمند اداره دارویی کشور نیز بود.
پس از آن نمایش، مجموعاً در ۱۳ نمایشنامه تا سال ۱۳۵۵ به ایفای نقش پرداخت.

### سینما
سرانجام در سال ۱۳۵۶ وارد سینما می‌شود، اولین کار سینمایی وی باغ بلور نام داشت که در این کار با هنرمندانی چون ناصر محمدی، پرویز فنی‌زاده، پروین سلیمانی و… همکاری داشت. البته او قبلاً کار تلویزیونی کرده بود و در سال ۱۳۴۸ نقش کیمیاگر را ایفا کرده بود.
او در سال ۱۳۵۵ اولین کار سینمایی خود را به نام فانوس سیاه کار کرد و تاکنون در ۳۳ فیلم سینمایی و ۴۸ مجموعهٔ تلویزیونی حضور داشته است.

## فیلم‌شناسی

### فیلم‌های سینمایی
- باغ بلور (۱۳۵۷)
- مریم و مانی (۱۳۵۷)
- فریاد مجاهد (۱۳۵۸)
- مفسدین (۱۳۵۹) [نمایش داده نشد][۴]
- سرباز اسلام (۱۳۵۹)
- دست شیطان (۱۳۶۰)
- افیون - تب مرگ (۱۳۶۰) [نمایش داده نشد][۴]
- سفیر (۱۳۶۱)
- زیر باران (۱۳۶۳)
- زنگ اول (۱۳۶۳)
- راه دوم (۱۳۶۳)
- تفنگ شکسته (۱۳۶۴)
- خانه‌ای مثل شهر (۱۳۶۶)
- پرستار شب (۱۳۶۶)
- صخرهٔ همیشه سبز (۱۳۶۷)
- تفنگ‌های سحرگاه (۱۳۶۷)
- شاخه‌های بید (۱۳۶۷)
- عبور از غبار (۱۳۶۸)
- ریحانه (۱۳۶۸)
- آخرین پرواز (۱۳۶۸)
- بازگشت قهرمان (۱۳۶۹)
- آهوی وحشی (۱۳۶۹)
- پوتین (۱۳۷۰)
- راه افتخار (۱۳۷۳)
- فرار مرگبار (۱۳۷۴)
- دیپلمات (۱۳۷۴)
- از جنوب تا شمال (۱۳۷۴)[۴]
- حرفه‌ای (۱۳۷۵)
- غریبانه (۱۳۷۶)
- رنج و سرمستی (۱۳۹۲)[۳]

- برادران سرزمین من (۱۳۸۹)

### مجموعه‌های تلویزیونی
| سال       | مجموعه                     | کارگردان                  | پخش    |
| --------- | -------------------------- | ------------------------- | ------ |
| ۱۳۹۲–۱۳۹۱ | ستاره حیات                 |                           |        |
| ۱۳۸۳–۱۳۸۸ | مختارنامه                  |                           |        |
| ۱۳۸۷–۱۳۸۶ | پاتوق                      |                           |        |
| ۱۳۸۲      | تله‌فیلم «پیش‌پرده»          | بیژن صمصامی رضا حامدی‌خواه |        |
| ۱۳۸۲      | سه، پنج، دو                |                           |        |
| ۱۳۸۰      | شب دهم                     |                           |        |
| ۱۳۸۰      | پلیس جوان                  |                           |        |
| ۱۳۷۹      | سفر باران                  |                           |        |
| ۱۳۷۹      | روشن‌تر از خاموشی           |                           |        |
|           | زائر تنها                  |                           |        |
| ۱۳۷۷      | روزگار جوانی               |                           |        |
| ۱۳۷۷      | گوهر کمال                  |                           |        |
| ۱۳۷۷      | لاله‌های سرخ                |                           |        |
| ۱۳۷۶–۱۳۷۷ | فردا دیر است               | حسن فتحی                  | شبکه ۳ |
| ۱۳۷۶      | همه فرزندان من             |                           |        |
| ۱۳۷۵      | ردپای دوست                 |                           |        |
| ۱۳۷۶      | مأموریتی برای چهار نفر     |                           |        |
| ۱۳۷۵      | دلیران خلیج فارس           |                           |        |
| ۱۳۷۵      | سیمرغ                      |                           |        |
| ۱۳۷۵      | بهترین تابستان من          |                           |        |
| ۱۳۷۶      | گلهای کاغذی                | محمد اوشانی               |        |
| ۱۳۷۶–۱۳۷۳ | امام علی                   |                           |        |
|           | میرزا کوچک خان             |                           |        |
|           | روزی روزگاری               |                           |        |
| ۱۳۷۵–۱۳۷۴ | سوخته‌دلان                  |                           |        |
| ۱۳۷۴–۱۳۷۳ | نبردی دیگر                 |                           |        |
| ۱۳۷۳      | شلیک نهایی                 |                           |        |
| ۱۳۷۶      | پهلوانان نمی‌میرند          |                           |        |
| ۱۳۷۲      | تاریخ روابط ایران و انگلیس |                           |        |
| ۱۳۷۱      | چشمه زندگی                 |                           |        |
| ۱۳۷۱      | گزارش، نقطه صفر            |                           |        |
|           | بچه‌های وشان (راه)          |                           |        |
| ۱۳۶۹      | هشت بهشت                   | اکبر خواجویی              | شبکه ۲ |
| ۱۳۶۸      | با سلسله حکمت              |                           |        |
| ۱۳۶۳      | سربداران                   |                           |        |